# L'ultima ragione dei re. Ultima ratio regum
L'ultima ragione dei re. Ultima ratio regum (titolo originale Last Argument of Kings) è il terzo romanzo della trilogia fantasy The First Law dello scrittore britannico Joe Abercrombie. È stato pubblicato nel Regno Unito da Gollancz nel 2008.
Il titolo deriva da una frase fatta incidere in latino da Luigi XIV sui suoi cannoni:

## Edizioni
- Joe Abercrombie, L'ultima ragione dei re. Ultima ratio regum, traduzione di Benedetta Tavani, Gargoyle, 2014,  p. 811, ISBN 978-88-98172-26-9.
- Joe Abercrombie, La prima legge. Trilogia: Il richiamo delle spade-Non prima che siano impiccati-L'ultima ragione dei re, traduzione di Benedetta Tavani, Mondadori, 2019, pp. 1152, ISBN 978-8804719434.